# Allopauropus presbyteri
Allopauropus presbyteri är en mångfotingart som beskrevs av Paul Auguste Remy 1947. Allopauropus presbyteri ingår i släktet småfåfotingar, och familjen fåfotingar. Inga underarter finns listade i Catalogue of Life.